# Complejo volcánico Apacheta-Aguilucho
El complejo volcánico Apacheta-Aguilucho es un complejo volcánico de Chile. Está formado por dos volcanes, el Cerro Apacheta y el Cerro Aguilucho, construidos principalmente por coladas de lava y rodeados de afloramientos de lava. En el flanco oriental del Apacheta se encuentra un colapso del sector y su depósito de derrumbes. Dos domos de lava están asociados con el complejo volcánico, Chac-Inca y Pabellón.
El complejo volcánico estuvo activo desde el Mioceno hasta el Pleistoceno, pero se ha observado una actividad fumarólica continua y un sistema geotérmico. En 2015 se estaba construyendo una central geotérmica que entró en funcionamiento a finales de 2017.

## Geomorfología y geografía
Apacheta-Aguilucho se encuentra en el norte de Chile, cerca de la frontera con Bolivia. La ciudad de Calama se encuentra a 105 kilómetros -120 kilómetros al suroeste de Apacheta-Aguilucho y El Tatio está a unos 60 kilómetros  al sur-suroeste, pero con la excepción de la energía geotérmica y la infraestructura asociada a la minería, la zona es remota y deshabitada. La vegetación, si está presente, consiste principalmente en hierbas y arbustos
El volcán forma parte de la Zona Volcánica Central de los Andes. La Zona Volcánica Central incluye además el complejo volcánico Altiplano-Puna, que entre 10 y 1 millón de años atrás fue fuente de grandes erupciones ignimbríticas que produjeron más de 15.000 kilómetros cúbicos (3.600 mi. cúbicos) de roca; después produjo coladas de lava y domos de lava como el Cerro Chao y campos geotérmicos como El Tatio y Sol de Mañana, acompañados de una menor producción de material volcánico. El complejo volcánico Altiplano-Puna está sustentado por un cuerpo magmático que parece ser un batolito. La actividad volcánica es consecuencia de la subducción de la Placa de Nazca bajo la Placa Sudamericana. Aparte de la actividad volcánica, el acortamiento de la corteza ha dado lugar a un engrosamiento de la misma desde hace unos 35 millones de años.
Apacheta-Aguilucho es un complejo volcánico formado por dos volcanes, el Cerro Apacheta y el Cerro Aguilucho, ambos volcanes compuestos; la cumbre más alta del complejo alcanza una altura de 5.557 metros. El volcán Aguilucho, al norte, y el Apacheta, al sur, están formados en su parte central por coladas de lava riolítica, y el edificio circundante por lavas andesíticas-dacíticas. Un lahar andesítico y un flujo piroclástico aparecen al sur y al este de Apacheta, que como parte más antigua del edificio está muy erosionado. Al norte y al este del complejo, los dos domos de lava Chac-Inca y Cerro Pabellón (también conocidos como Apacheta o Pabelloncito) forman la parte más joven del volcán.
Las morrenas se encuentran tanto al oeste-suroeste de Apacheta como al este de la cúpula Chac-Inca, y se observan rastros de erosión glacial en la región del cráter Aguilucho. Las morrenas se desarrollaron durante el último máximo glacial . Actualmente, la región tiene un clima árido.

### Manifestaciones geotermales

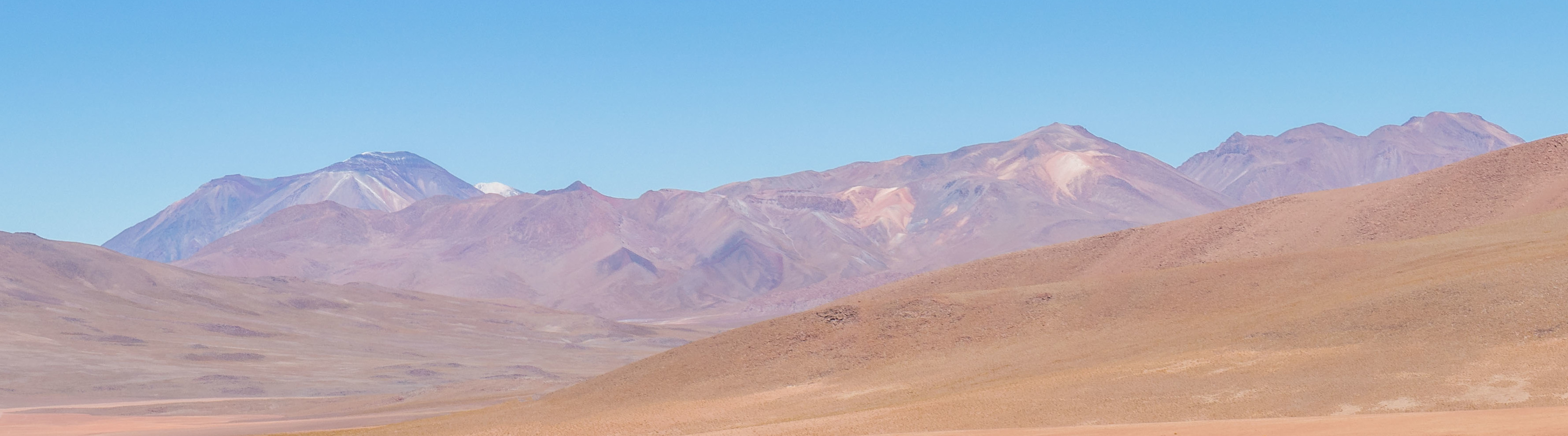
El complejo volcánico visto desde Bolivia.

El volcán tiene actividad fumarólica en las laderas norte y este del Apacheta, así como en la cumbre. Dos fumarolas en la cumbre del Apacheta producen vapor sobrecalentado a 108-118 °C con un alto rendimiento; el gas tiene una composición típica de las fumarolas de los sistemas geotérmicos, con algunas diferencias. Se encuentran dentro de un área más amplia, de unos 0,03 kilómetros cuadrados, que presenta desgasificación difusa, charcos de lodo y respiraderos.
El Cerro Pabellón, otro nombre de Apacheta-Aguilucho, tiene un sistema geotérmico y la química de los gases de las fumarolas sugiere que Apacheta-Aguilucho cuenta con un sistema magmático activo en profundidad. Las perforaciones han encontrado temperaturas de más de 200 °C (392 °F) a 500 metros de profundidad. Esta actividad fumarólica ha dado lugar a la alteración hidrotermal de muchas partes del volcán; esta actividad ha generado un depósito de azufre en el flanco oeste del Aguilucho. La mina Mina Aguilucho se encuentra en el flanco oeste del Aguilucho.
El sistema geotérmico de Pabellón fue descubierto en 1999, y se clasifica como un sistema geotérmico "ciego" debido a su escasa actividad en la superficie, a pesar de las fumarolas existentes en la cima del Aguilucho; el ascenso de los gases a estas fumarolas se ve presumiblemente facilitado por la presencia de fallas de intersección. Las gruesas capas de arcilla encontradas entre unos 165 metros y 490 metros  de profundidad en las perforaciones presumiblemente sellan el sistema geotérmico. La fuente de calor no está clara; las últimas erupciones de Apacheta-Aguilucho se remontan a hace demasiado tiempo y es poco probable que los domos de lava más recientes estén asociados a reservas de calor significativas. Otra zona geotérmica se encuentra en el Cordón de Inacaliri, al sureste de Apacheta-Aguilucho

### Colapso del sector
Un corrimiento de tierra se extiende 4,5 kilómetros  fuera del complejo volcánico en su flanco oriental. El depósito de desprendimiento cubre una superficie de unos 3 kilómetros cuadrados, y una gran cicatriz de colapso con signos de alteración hidrotermal se encuentra frente al extremo occidental del desprendimiento. En su parte superior, el yacimiento está delimitado al norte y al sur por diques. En la parte inferior, el yacimiento consiste en una estructura lobulada. El depósito está cada vez más dominado por material alterado hidrotermalmente más al este, mientras que los mogotes consisten en bloques de lava. El material del depósito del deslizamiento presenta tanto bloques sólidos como una matriz más fina. Las rocas involucradas en el deslizamiento incluyen lavas andesíticas y dacíticas y material alterado hidrotermalmente. El depósito del desprendimiento está confinado entre dos coladas de lava más antiguas.
Los derrumbes de sectores como el de Apacheta-Aguilucho se han observado en otros volcanes (como el Monte Santa Helena durante su erupción de 1980), y dan lugar a depósitos de deslizamiento característicos conocidos como depósitos de avalancha de escombros; éstos presentan colinas con aspecto de montículos y a menudo diques. Estos derrumbes se producen por diferentes razones en cada evento y son bastante comunes; sólo en los Andes Centrales 14 volcanes presentan depósitos de este tipo de derrumbes. Estos depósitos suelen presentar una estratigrafía que se asemeja a la del edificio de origen, así como grietas en forma de rompecabezas en las rocas que se forman cuando éstas se desintegran durante el colapso y el deslizamiento.
En el caso de Apacheta-Aguilucho, es probable que el colapso del sector se haya desencadenado por una alteración hidrotermal del edificio que debilitó su estructura hasta que falló, y su trayectoria estuvo probablemente influenciada por la tectónica regional. Una vez que el edificio falló, el deslizamiento se desplazó hacia el este hasta que fue desviado por la topografía más antigua; el material se fragmentó cada vez más.
Apacheta-Aguilucho ha erupcionado principalmente andesita, dacita y riolita que definen un conjunto calco-alcalino rico en potasio .  Estas rocas definen un conjunto calco-alcalino rico en potasio que contiene anfíbol, biotita, clinopiroxeno, óxidos de hierro - titanio, ortopiroxeno, olivino, plagioclasa, cuarzo, sanidina y titanita . El olivino a menudo se transforma en arcilla, goethita y hematita y hay áreas de rocas alteradas hidrotermalmente en el flanco oriental y en el campo de fumarolas de la cumbre. En el campo de fumarolas, minerales como clorita, yeso, halloysita, hematita, mica y cuarzo se formaron a través de procesos de lixiviación supergénica y ácida. Los magmas parecen derivar del cuerpo volcánico del complejo magmático Altiplano-Puna y experimentaron cristalización fraccionada y otros procesos geoquímicos antes de hacer erupción.

## Historia de la erupción
El complejo volcánico tiene una edad comprendida entre el Plioceno y el Pleistoceno y se desarrolló en varias etapas diferentes. En la primera etapa, se emplazó la llamada ignimbrita del Aguilucho, compuesta por flujos piroclásticos moderadamente soldados, de color blanco a rosado, hace 7,5 ± 0,6 millones de años, y flujos de lava andesítica hace 6,7 ± 0,3 millones de años. Posteriormente, se emplazaron más flujos de lava, consistentes en dacita en bloque.
Los volcanes Apacheta y Aguilucho se formaron consecutivamente. El Apacheta está formado por coladas de lava y material piroclástico de andesita, y su cráter está cubierto por coladas piroclásticas y una colada de lava riolítica de 2,5 kilómetros de longitud. El Aguilucho está construido por coladas de lava. Finalmente, varios campos de flujos de lava fueron emplazados junto con los domos de lava Pabellón y Chac-Inca. Hace 1.204.000 ± 33.000 años una ignimbrita llamada Aguilucho hizo erupción desde el volcán Apacheta.
Apacheta creció entre 1.024 y 0.9 millones de años atrás y Aguilucho entre 0.7 y 0.6 millones de años atrás. Las coladas de lava en Apacheta-Aguilucho se han datado en 910.000 ± 140.000 y 700.000 ± 200.000 años antes del presente, y una de ellas en 652.000 ± 12.000 años. La fecha del colapso del sector no se conoce con certeza, pero probablemente fue posterior al emplazamiento del último flujo de lava en Apacheta-Aguilucho.
La datación de Chac-Inca ha establecido una edad de 140.000 ± 80.000 años antes del presente. En el Cerro Pabellón se han obtenido diferentes fechas: La datación con potasio-argón arroja una edad de 130.000 - 80.000 años antes del presente, mientras que la datación con argón-argón ha arrojado una edad de 50.000 ± 10.000 años antes del presente.

## Producción de energía geotérmica
El descubrimiento de vapor durante la perforación de un pozo de agua dulce en la década de 1990 llevó a ENAP y UNOCAL a realizar investigaciones en la zona y a descubrir las fumarolas. En 2002, una empresa conjunta de ENAP y CODELCO obtuvo el permiso para explorar la zona, pero aunque se descubrió un sistema geotérmico, los cuestionamientos políticos sobre la participación de ENAP desbarataron el proyecto.
Otra empresa conjunta, esta vez con la italiana ENEL, llevó a cabo más investigaciones en la zona entre 2006 y 2007, y obtuvo un permiso para explotar el sistema en 2009. La empresa conjunta puso en marcha el proyecto de energía geotérmica Cerro Pabellón, y en 2015 comenzó la construcción de dos centrales eléctricas con una potencia prevista de 24 MW cada una, que se completarán en 2017-2018. La planta en Pampa Apacheta, a 3,5 kilómetros al este de Apacheta-Aguilucho, fue inaugurada por la presidenta chilena Michelle Bachelet el 12 de septiembre de 2017, convirtiéndose en la primera o la segunda (después de Copahue) central geotérmica de Sudamérica y, a partir de 2019, la única en funcionamiento.
Se espera que la planta reduzca las emisiones de dióxido de carbono de Chile en unos 166.000.000 kilogramos al año y es propiedad de las empresas Geotérmica del Norte S.A.(GDN) y Empresa Nacional de Geotermia; esta última es una empresa conjunta entre ENAP y ENEL.